# 魔鬼双瞳
《魔鬼双瞳》（義大利語：Due occhi diabolici）是一部1990年的多段式恐怖電影，由喬治·A·羅梅羅和達利歐·阿基多编剧并执导。这是意大利和美国的国际合拍电影，分为两个独立的故事，主要基于爱伦·坡的作品：《弗德馬先生案例的真相》，由羅梅羅执导，阿德里安娜·巴碧悠主演；以及《黑猫》，由阿基多执导，哈维·凯特尔主演，引用坡的多个作品，融入一个新的叙事中。这两个故事都发生在現代的匹兹堡，影片也是在那裏拍攝的。
在拍摄《魔鬼双瞳》之前，羅梅羅和阿基多曾在《生人勿近》（1978年）一起合作过。

## 剧情

### 弗德馬先生案例的真相
40岁的杰西卡·弗德馬携带一些文件前来见史蒂文·派克，她年迈的丈夫的律师，寻求派克对文件的批准。派克发现，65岁的丈夫欧内斯特·弗德馬患有绝症，正在变卖一些资产以获取现金，他怀疑杰西卡对他有不当影响。派克通过电话与欧内斯特·弗德馬交谈，得知他已做出这一决定。派克勉强同意让杰西卡取得资金权限，但警告她，在未来三周内，在弗德馬的财产过户给杰西卡之前，如果弗德馬发生任何意外，她将受到当局的调查。
杰西卡回到弗德馬的豪宅，与罗伯特·霍夫曼医生会面。霍夫曼和杰西卡一直密谋通过催眠欺骗欧内斯特，让他在临终时按照他们的意愿行事。罗伯特希望在获得欧内斯特300万美元的财产后与杰西卡私奔。后来，在催眠状态下，欧内斯特死亡。为了暂时保密他的死讯，罗伯特和杰西卡将他的尸体藏在地下冰柜中。夜间，杰西卡听到地下室传来的呻吟声，但无法唤醒陷入催眠诱导的罗伯特。
第二天早上，杰西卡和罗伯特再次听到地下室的呻吟声。他们打开冰柜，弗德馬的声音声称他的灵魂还活着，被困在生死界的黑暗虚空之间。弗德馬告诉他们，他看到“其他人”在看着他。杰西卡从银行取出30万美元，存入保险柜，罗伯特看到了这一行动。弗德馬的不死尸体告诉罗伯特，“其他人”是一群渴望利用他进入我们世界的复仇之魂。弗德馬告诉罗伯特唤醒他脱离催眠状态。惊慌失措中，杰西卡朝着弗德馬的尸体开枪，想要埋葬尸体并带着资金离开城镇。当罗伯特走到外面挖坑准备埋尸体时，杰西卡回到地下室，却发现弗德馬的尸体朝她走来，声称他被“其他人”控制着。罗伯特回到屋内，看到杰西卡和弗德馬在阳台上扭打，而行尸走肉尸体朝杰西卡开枪，她从阳台上摔下，身亡。
罗伯特想要唤醒弗德馬的催眠状态，但弗德馬告诉罗伯特为时已晚，因为没有了他的身体作为媒介，“其他人”无法返回他们的领域。“他们现在与你同在！”弗德馬呼喊着，最终倒地身亡。罗伯特随后偷走了杰西卡在保险柜中存放的所有现金，逃离了房屋。罗伯特回到他的公寓，将自己置于催眠睡眠状态。不久后，幽灵般的“其他人”进入他的公寓，通过将催眠数字计数器插入他的胸膛来杀死他。然后，这些幽灵化为一片雾气，进入罗伯特的尸体。几天后，由格罗根探长带领的警察来到罗伯特的公寓，回应有关“奇怪气味”和公寓里持续不断的呻吟声的投诉。格罗根发现公寓被搜得一团糟。罗伯特的腐烂尸体，受到“其他人”控制，出现并攻击格罗根，同时告诉他再也没有人可以唤醒他，他永远被困在那里。

### 黑猫
犯罪现场摄影师罗德·厄舍尔走进一栋摆放着被腰斩尸体的建筑。一名赤裸女子被捆绑在桌子上，被一个巨大的擺状刀片切成两半。罗德经常受到当地当局的召唤，由勒格兰警探带领，拍摄该地区的犯罪现场。
抵达家后，罗德在自己的暗房里冲洗照片，工作被他同居女友安娜贝尔养的一只黑猫打断。安娜贝尔是一位小提琴手，给当地中学生上私教课，这些学生在放学后会来到家里。
在接下来的几天里，罗德和这只猫之间的敌意逐渐加深，而安娜贝尔过度保护猫的态度使情况变得更糟。罗德被貓對他明顯的仇恨所驅使，最終在拍摄以貓為主題的照片时勒死了牠。照片被用于他最新的摄影书《都市恐怖》。安娜贝尔开始意识到她的宠物发生了什么事，夫妻俩发生了激烈的争吵。罗德做了一个噩梦，梦见自己被中世纪的人处决，原因是谋杀了这只猫。
有一天，安娜贝尔在商店橱窗里看到他的书，封面上是被勒死的猫，她立即打算离开罗德。与此同时，罗德正在当地的一家酒吧大喝特喝。酒吧女招待艾莉奥诺拉送给他一只流浪的黑猫，与安娜贝尔的猫一模一样，他感到不安。罗德把猫带回家，准备再次杀死牠，但安娜贝尔救下了牠，激怒了罗德，导致他用菜刀杀死了她。当他邻居和房东皮姆先生怀疑地走到他家时，罗德向他们保证一切都没问题。
罗德把安娜贝尔的尸体藏在房子的一堵墙里面，并编造了一个故事来解释第二天安娜贝尔不给小提琴学生贝蒂和克里斯蒂安来上课的原因。克里斯蒂安对罗德的故事表示怀疑，并向皮姆夫妇透露了他对罗德可能杀害安娜贝尔的疑虑。安娜贝尔在纽约的一个朋友不断打电话询问她的下落，罗德断开了电话。黑猫从墙后露面，罗德用电锯杀死了牠，并将尸体扔进了垃圾箱。
第二天，勒格兰警探和他的搭档来询问罗德安娜贝尔的下落。在查看了房子周围后，两人离开，但当一阵喵喵声传来时再度返回。罗德被戴上手铐，他装上的假墙被拆除，原来猫已在安娜贝尔的墙里生下了幼仔，牠们正在享用她的尸体。罗德从勒格兰搭档手中夺过一把鹤嘴锄，杀死了两名警察。邻居们在听到动静后走到前门，罗德想要在后院一棵树上系一根绳子来逃跑。然而，他被绳子缠住，滑倒，绳子勒紧在脖子上，吊死了。